# Cylindrepomus rufofemoratus
Cylindrepomus rufofemoratus là một loài bọ cánh cứng trong họ Cerambycidae.